# 乾冰

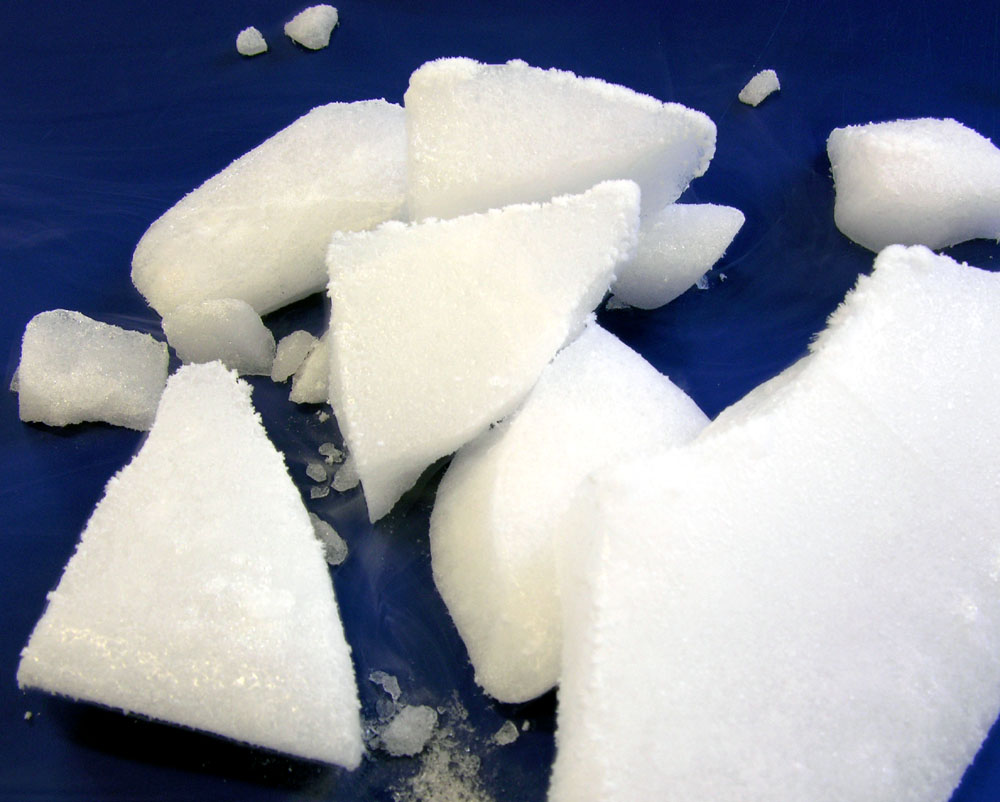
乾冰

乾冰又称片冰，是二氧化碳的固体形式。在正常气压下，二氧化碳的凝固点是攝氏負78.5度，在需要让物體維持冷凍或低溫狀態时非常有用。其無色、無味、不易燃、略帶酸性。乾冰的密度各不相同，但通常約為1.4至1.6 g/cm3。乾冰能夠急速的冷凍物體和降低溫度並且可以用隔離手套來做配置。現在乾冰已經廣泛的使用在許多層面，乾冰在增溫時是由固態直接昇華為氣態，直接轉化為氣體而省略轉為液態的程序，因此其相變並不會產生液體，也因此稱做“乾冰”。要將二氧化碳變成液態，就必須將氣壓增強至5.1大氣壓才會出現液態二氧化碳。

## 應用
- 製造人造雨：利用飛機將乾冰灑在雲上，雲中的小水滴就會被凍結成許多小冰晶，促使更多的水蒸氣凝結在上面，化為雨滴，降落到地面。
- 製造雲霧：由於乾冰的溫度非常低，昇華過程中會吸收周圍熱，可以使空氣中的水蒸氣凝結成小水滴，所以有白雾出現。舞台表演上，常使用乾冰來製造雲霧般的特殊效果。
- 冷凍劑：由於二氧化碳密度比空氣大，會停留在空氣下方，所以乾冰昇華後仍可包覆在冷凍的物品上，能夠維持較好的冷凍效果。尤其是在空運需要特別冷凍的物品，往往都使用它。[2]
- 乾冰也被放在汽水裡製成乾冰汽水，放入會冒出氣泡（二氧化碳）。
- 乾冰可以用於美食的特殊效果。
- 乾冰可以用於清理核工業設備及印刷工業的版輥等。[3]
- 乾冰可以用於汽車、輪船、航空、太空及電子工業。
- 製造滅火器。

## 歷史
1834年，法國化學家查理斯·蒂洛勒爾首先發現乾冰并发表论文。在他的實驗中，他注意到當打開一大瓶液體二氧化碳的瓶蓋，大多數液體二氧化碳快速蒸發。這使得在容器中只有固體乾冰。1924年，湯瑪斯·B·Slate申請商業銷售乾冰的美國專利。後來，他第一個成功地将製造乾冰作為一個行業。1925年乾冰（DryIce）美國公司用商標「乾冰」（即现在的俗称）命名這種固體形式的二氧化碳；同年，乾冰有限公司第一次銷售乾冰，用於製冷的目的。
乾冰又被称作片冰（Cardice），这是气液英国有限公司（Air Liquide UK Ltd.）的注册商标。

## 安全操作
- 不可直接接触或食用干冰。
- 为防止冻伤（並非燙傷），接触干冰时应該戴上手套。
- 需在通風、換氣良好的場所操作。
- 在儲藏方面，需要將乾冰置於保温箱中：保温效果好的保温箱可以减慢干冰升华的速度。干冰升华所产生的压力會引起爆炸，所以不可以将干冰储存在不透气的保温箱内。